# Opel CIH Four
I cosiddetti motori Opel CIH Four sono una grande famiglia di motori a combustione interna per autoveicoli, prodotti dal 1965 al 1995 dalla Casa automobilistica tedesca Opel.
La famiglia comprende propulsori sia a ciclo Otto che ciclo Diesel, quindi alimentati a benzina o a gasolio rispettivamente.

## Caratteristiche generali

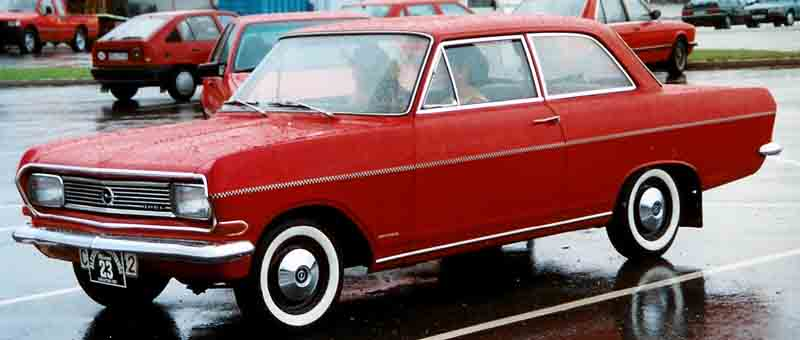
I motori CIH a quattro cilindri hanno esordito sulla Rekord B

Questa famiglia di motori nacque per rimpiazzare le versioni di maggiore cubatura dei motori OHV Four di prima generazione. In seguito, però, dette origine anche ad unità sensibilmente più grandi e potenti.

La caratteristica principale che distingue questi motori dai loro predecessori sta nel nuovo tipo di distribuzione, non più ad albero a camme laterale con valvole in testa, bensì con un asse a camme situato nella testata (da cui la sigla CIH per l'inglese Camshaft In Head, cioè "albero a camme in testa") a lato delle valvole stesse, mosse da bilancieri.

In generale, le caratteristiche dei motori CIH Four sono le seguenti:
- architettura a 4 cilindri in linea;
- basamento e testata in ghisa;
- distribuzione ad albero a camme in testa con bilancieri, comandato da catena;
- albero a gomiti su 5 supporti di banco.

Per quanto riguarda la distribuzione, in genere è monoalbero a due valvole per cilindro, ad esclusione della variante 24E, un motore da 2,4 litri bialbero a quattro valvole per cilindro. L'alimentazione può essere a carburatore o ad iniezione, quest'ultima elettronica o meccanica: dipende dalle varianti considerate.

Questa serie di motori è correlata strettamente con la famiglia CIH Six, che ha debuttato pochissimi mesi dopo e che si distingue in pratica per i due cilindri in più.

La totalità dei motori CIH Four, tra benzina e diesel, ricopre un intervallo di comprese tra 1,5 a 2,4 litri, rappresentate da ben dieci cilindrate, ognuna disponibile spesso in più varianti. Di seguito vengono illustrate le numerose versioni di questa grande famiglia di motori.

## Unità a benzina
Le varianti alimentate a benzina di questa famiglia di motori sono state le prime ad essere introdotte nella gamma di autovetture Opel, in concomitanza con il lancio della Opel Rekord B. Furono proposte inizialmente in tre cilindrate, accomunate dal medesimo valore della corsa pari a 69,8 mm, mentre variava l'alesaggio: 82,5 mm per il motore da 1,5 litri, 88 mm per quello da 1,7 litri e infine 93 mm per il più grande da 1,9 litri. Giunsero poi motori con altre cubature, ottenute variando l'alesaggio oppure la corsa dei cilindri.

### Versione da 1,5 litri
Il più piccolo motore della famiglia CIH Four è stato anche tra i primi tre a debuttare. Questo motore era caratterizzato, come già indicato, da misure di alesaggio e corsa pari ad 82,5x69,8 mm, per una cilindrata complessiva di 1.492 cm³. Le varianti proposte sono state due, le cui caratteristiche sono descritte nel paragrafo seguente.

#### 15N

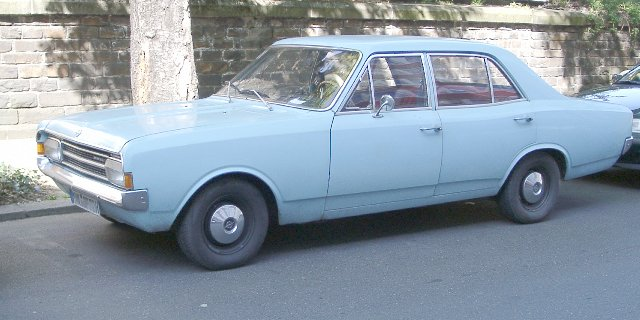
La Rekord C è una delle due applicazioni del motore 15N

Il motore 15N, il CIH Four di base da un litro e mezzo, aveva un rapporto di compressione di 8,2:1 ed era in genere alimentato da un carburatore Solex 35PDSI, tranne che nel periodo tra il gennaio del 1966 ed il dicembre del 1968, periodo in cui venne montato un carburatore Opel. La potenza massima di questo propulsore era inizialmente di 60 CV a 4800 giri/min, ma dal 1966 scese a 58 CV, sempre al medesimo regime, mentre dal gennaio 1969 tornò a 60 CV, ma erogati a 5200 giri/min. Quanto alla coppia massima, inizialmente essa era di 105 N·m costanti tra 2800 e 3600 giri/min, ma dal gennaio 1966 il motore poté erogare lo stesso valore massimo già a 2500 giri/min. Il motore 15N è stato montato su:
- Opel Rekord B 1.5 (1965-66);
- Opel Rekord C 1.5 (1966-71).

#### 15S
Questa era una variante leggermente più potente della precedente. Introdotta nel 1967, era caratterizzata da una potenza massima di 65 CV ed è stata montata sulla Opel Kadett B 1.5 (1967-70), un modello destinato solo ad alcuni mercati, come quello svedese e quello austriaco, oppure anche per la Olympia A prevista per il mercato statunitense.

### Versione da 1,6 litri
Il motore CIH Four da 1,6 litri è stato introdotto nel 1970 con il lancio dei modelli Ascona A e Manta A. Obiettivo di tale motore era anche quello di sostituire la versione da 1,5 litri vista in precedenza, rispetto alla quale varia la misura dell'alesaggio, portato da 82,5 ad 85 mm, per una cilindrata risultante di 1.584 cc. Il motore CIH Four da 1,6 litri è stato proposto in tre varianti, descritte di seguito.

#### 16N

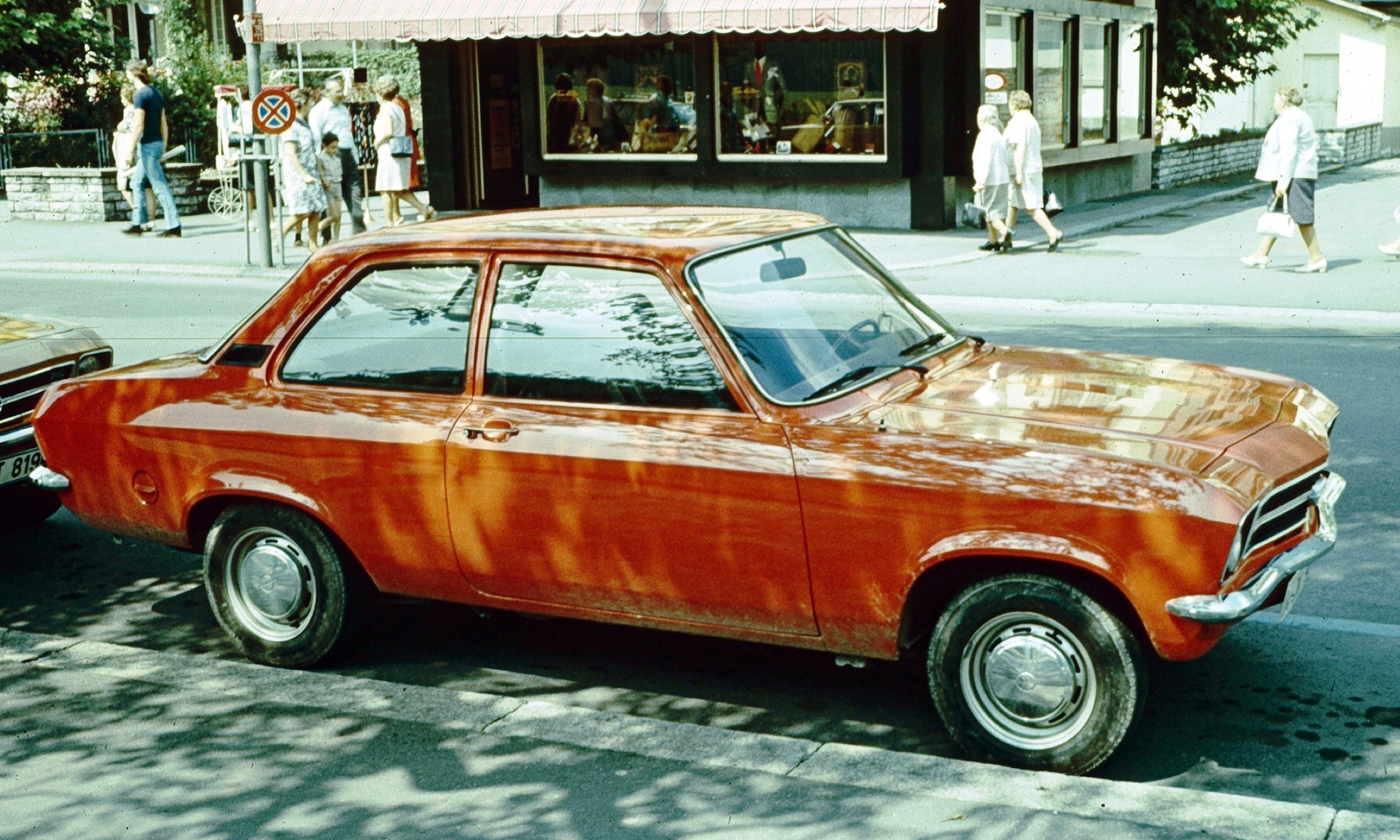
La Ascona A è stata una delle prime Opel a montare il 16N

La variante meno potente è la 16N, alimentata tramite un carburatore Solex 35 PDSI ed con un rapporto di compressione inizialmente pari ad 8,2:1. La potenza massima raggiungeva così un valore di 68 CV a 5200 giri/min, con un picco di coppia di 110 N·m a 3400 giri/min. Successivamente, a partire dall'inizio del 1975, tale motore ha subito un ridimensionamento prestazionale, ottenuto abbassando il rapporto di compressione ad 8:1. In questo modo la potenza massima scese a 60 CV a 5000 giri/min, con una coppia massima di 105 N·m costanti tra 3000 e 3400 giri/min.

Questo motore è stato montato su:
- Opel Manta A 1.6 (1970-75);
- Opel Manta B 1.6, non per il mercato italiano (1975-81);
- Opel Ascona A 1.6 (1970-75);
- Opel Ascona B 1.6 (1975-81);
- Vauxhall Cavalier Mk1 1.6 (1975-81).

#### 16S

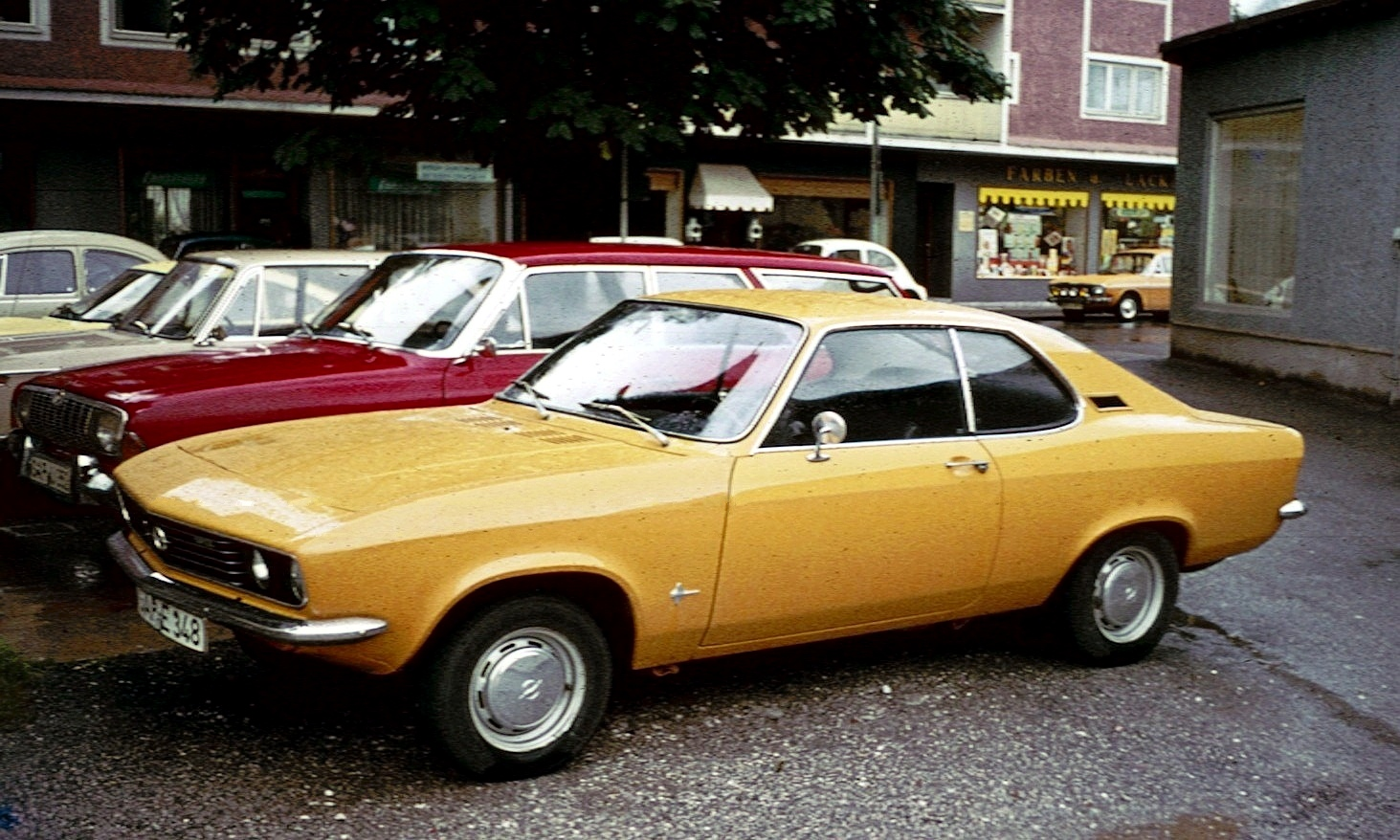
La Manta A è stata una delle prime applicazioni del motore 16S

Questo motore è una variante un po' più potente del 16N e come quest'ultimo ha esordito nel 1970. Grazie al rapporto di compressione, inizialmente portato a 9,5:1, e ad un più prestante carburatore Solex 32 DIDTA-4, la potenza massima raggiungeva 80 CV a 5200 giri/min, con una coppia massima di 120 N·m a 3400 giri/min. Anche questo motore, a partire dal 1975, ha subito un lieve calo di prestazioni: il rapporto di compressione è stato ridotto ad 8,8:1 e la potenza massima raggiungeva così 75 CV a 5000 giri/min, mentre la coppia massima si fermava a 117 N·m fra 3000 e 3400 giri/min. Altre sottovarianti posteriori al 1975 avevano la medesima coppia massima, ma a 3800 giri/min, mentre altre ancora raggiungevano 115 N·m. 

Questo motore ha trovato applicazione su:
- Opel Manta A 1.6 S (1970-75);
- Opel Ascona A 1.6 S (1970-75);
- Opel Manta B 1.6 S (1975-81);
- Opel Ascona B 1.6 S (1975-76);
- Vauxhall Cavalier Mk1 1.6 S (1975-81);
- Opel Kadett C 1.6 S (1977-79).

#### A16S
Concepito e utilizzato solo per alcuni mercati specifici, tale motore è in pratica una versione depotenziata del 16S post-1975. Stesso rapporto di compressione e stesso carburatore, ma potenza massima di 69 CV a 5000 giri/min  e coppia massima di 113 N·m fra 3400 e 3800 giri/min. Le applicazioni di questo motore comprendono le Opel Ascona B, Manta B e Kadett C.

### Versione da 1,7 litri

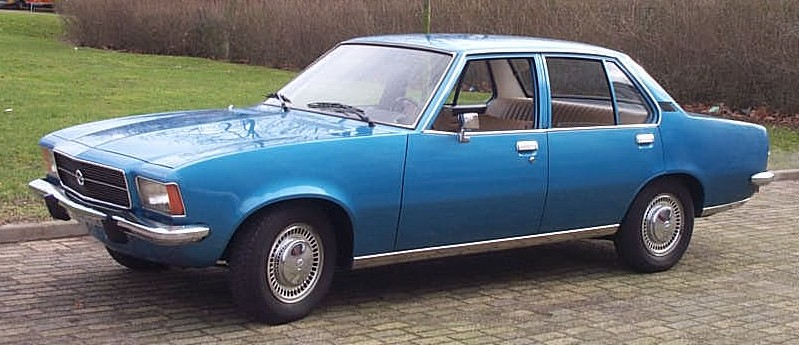
Le Opel Rekord D sono tra i tanti esempi di applicazione di un CIH Four da 1,7 litri

Come già sottolineato, i motori CIH Four hanno esordito nel 1965 in tre livelli di cilindrata, dei quali l'intermedio era costituito dal motore da 1,7 litri. Dal punto di vista dimensionale, quest'ultimo condivideva con gli altri due la misura della corsa di 69,8 mm, mentre l'alesaggio era di 88 mm, per una cilindrata totale di 1.698 cm³. I "mille e sette" CIH Four erano alimentati a carburatore e furono proposti in due varianti.

#### 17N
La variante più tranquilla era caratterizzata da un rapporto di compressione inizialmente impostato ad 8,2:1, mentre il carburatore era un Opel Carter 36. La potenza massima erogabile era di 60 CV a 4600 giri/min, con una coppia massima pari a 118 N·m a 2300 giri/min. A partire dal gennaio 1969 venne montato un nuovo carburatore, un Solex 35 PDSI, grazie al quale la potenza massima crebbe fino a 66 CV a 4600 giri/min. Leggermente migliore fu anche l'erogazione della coppia motrice, il cui valore massimo salì a 120 N·m a 2550 giri/min (2000 giri/min su alcune applicazioni). Ma a partire dal mese di marzo del 1975, la potenza tornò a 60 CV a causa di un aggiornamento consistente nella diminuzione del rapporto di compressione da 8,2 ad 8:1. Anche la coppia massima accusò un calo, scendendo fino a 114 N·m a 2200 giri/min.

Il motore 17N è stato l'ultimo CIH da 1,7 litri ad essere stato tolto di produzione ed è stato montato su:
- Opel Rekord C 1.7 (1967-71);
- Opel Rekord D 1.7 (1972-77);
- Opel Rekord E 1.7 (1977-82).

#### 17S
La sigla 17S identifica la variante più brillante tra i due "mille e sette" CIH Four. La caratteristica distintiva di rilievo stava nel rapporto di compressione, che in questo caso era pari ad 8,8:1, mentre il carburatore impiegato era un Solex 35 PDSI. La potenza massima raggiungeva così un valore massimo di 75 CV a 5200 giri/min, con una coppia massima di 130 N·m a 2700 giri/min. Nel 1972 il motore venne sottoposto ad alcuni aggiornamenti, consistenti in un nuovo carburatore, un Solex 32 DIDTA, e nell'innalzamento del rapporto di compressione a 9,8:1. La potenza massima crebbe quindi fino ad 83 CV, con un picco di coppia pari a 130 N·m costanti tra 2600 e 3800 giri/min.

Questo motore ha trovato applicazione su:
- Opel Kadett B 1.7 S, non per il mercato italiano (1967-70);
- Opel Olympia A 1.7 (1967-70);
- Opel Rekord B 1.7 S (1965-66);
- Opel Rekord C 1.7 S (1967-71);
- Opel Rekord D 1.7 S (1972-77);
- Ranger 1700 (1972-76).

### Versione da 1,9 litri

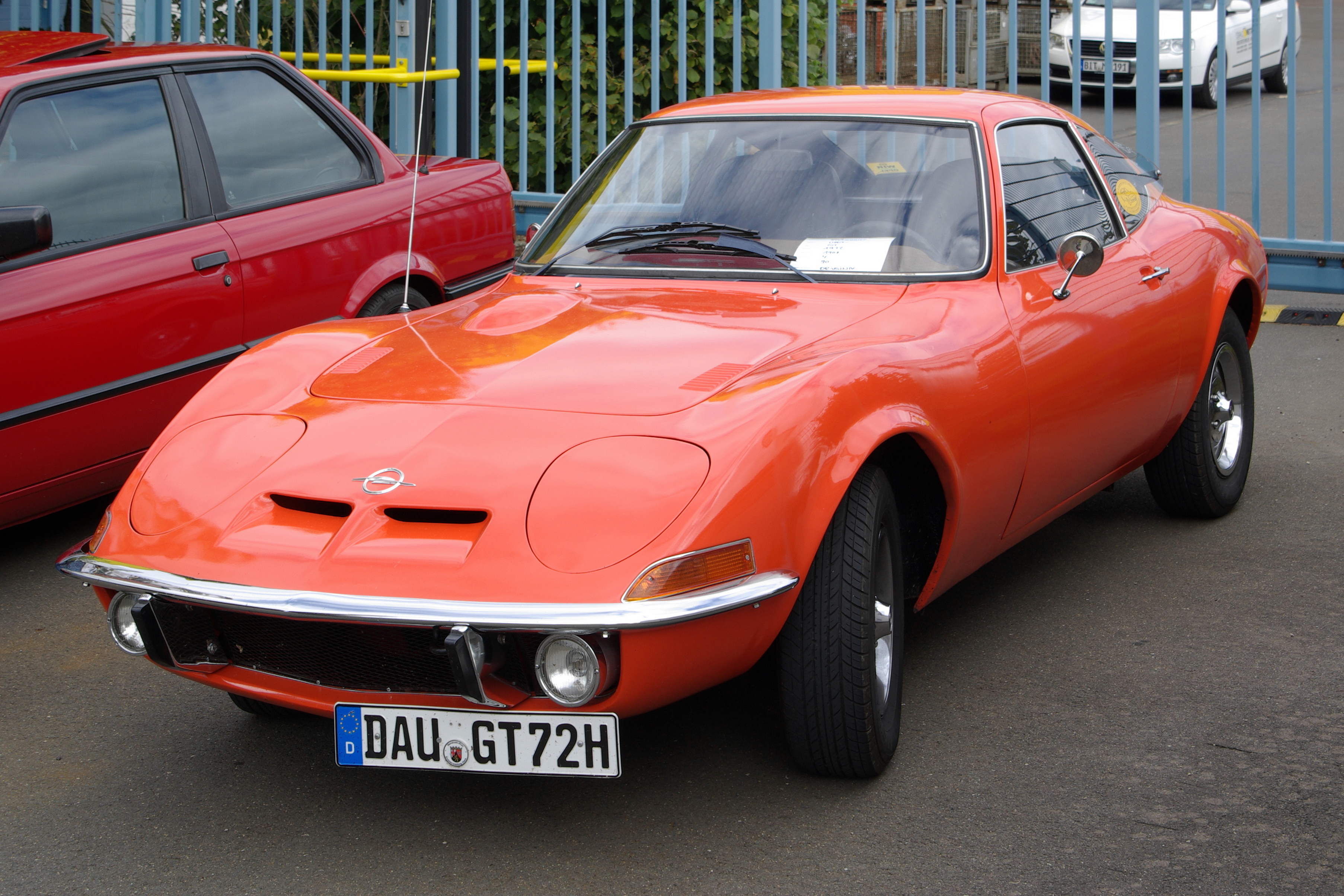
La Opel GT 1900 è stata una delle più illustri applicazioni di un motore CIH Four da 1,9 litri

Come già accennato, il motore da 1,9 litri è stato presente fin dal debutto della famiglia CIH. Le misure di alesaggio e corsa erano di 93×69,8 mm e la cilindrata totale raggiungeva così 1.897 cm³. A differenza dei motori CIH di cilindrata minore, quello da 1,9 litri ha avuto anche una variante ad iniezione elettronica. Nel complesso è stato proposto in ben sette versioni, il numero maggiore nell'intera famiglia dei motori Opel CIH. Le versioni più potenti sono state impiegate con un certo successo anche per scopi agonistici.

Di seguito ecco una descrizione delle sei varianti.

#### 19S
La prima variante in ordine cronologico è stata la 19S, caratterizzata inizialmente da un rapporto di compressione di 9:1 ed alimentata da un carburatore Solex di modello differente a seconda della vettura su cui il motore doveva essere montato. La potenza massima erogata era di 90 CV a 5100 giri/min, mentre la coppia massima, inizialmente di 140 N·m tra 2500 e 3100 giri/min, è stata portata dopo meno di due anni a 149 N·m a 2800 giri/min. Nel 1975, l'adozione di un carburatore Zenith 35/40 INAT non ha comportato variazioni dei valori caratteristici di erogazione del motore. Il motore 19S è stato montato su:
- Opel Rekord B 1.9 S (1965-66);
- Opel Rekord C 1.9 S (1967-71);
- Opel Kadett B 1.9 S (1967-70);
- Opel Olympia A 1.9 S (1967-70);
- Opel GT 1900 (1968-73);
- Opel Ascona A 1.9 S (1970-75);
- Opel Ascona B 1.9 S (1975-81);
- Opel Manta A 1.9 S (1970-75);
- Opel Manta B 1.9 S (1975-81);
- Vauxhall Cavalier Mk1 1.9 S (1975-81).

#### 19HL
Il motore 19HL è stato introdotto circa due anni dopo il debutto dei primi motori CIH. La sigla HL in tedesco sta per Hoch Leistung, che significa "alte prestazioni". Qui il rapporto di compressione è stato portato a 9,5:1 e sono stati montati due carburatori doppio corpo Weber 40 DFO, per il raggiungimento di una potenza massima di 106 CV a 5600 giri/min e di una coppia massima di 160 N·m a 3650 giri/min. Questo motore è stato montato su un unico modello, la Opel Rekord C Sprint (1967-71).

#### 19SH
Questo motore è stato introdotto all'inizio del 1972 ed era caratterizzato da un rapporto di compressione di 9,8:1. L'alimentazione era affidata ad un carburatore Zenith 35/40 INAT. In questo modo la potenza massima raggiungeva 97 CV a 5200 giri/min, mentre la coppia massima era di 150 N·m a 3800 giri/min. A partire dall'inizio del 1975, quasi alla fine della sua carriera, questo motore ha subito un leggero calo di prestazioni, erogando 90 CV a 4800 giri/min, con 148 N·m di coppia massima sempre a 3800 giri/min. Questo motore è stato montato su:
- Opel Rekord D 1.9 (1972-75);
- Ranger 1900 (1972-76).

#### 19E
Il motore 19E è il più significativo tra i pari cilindrata CIH, perché è l'unico tra essi ad adottare la soluzione, allora assai moderna, dell'alimentazione ad iniezione elettronica. Questa era affidata infatti ad una centralina Bosch L-Jetronic. Inoltre, grazie ad un rapporto di compressione di 9,2:1, raggiungeva una potenza massima di 105 CV a 5400 giri/min, con un picco di coppia motrice pari a 152 N·m tra 3400 e 4600 giri/min.

Questo motore è stato montato su:
- Opel Manta 1.9 GT/E (1973-75);
- Opel Manta B 1.9 GT/E (1975-77);
- Opel Kadett C 1.9 GT/E (1975-77).

#### 19N
Tra le ultime ad essere introdotte, questa variante era caratterizzata da un rapporto di compressione di 7,9:1 ed un carburatore Solex 35 PDSI. Raggiungeva la potenza massima di 75 CV a 4800 giri/min e una coppia con 135 N·m di valore massimo distribuiti uniformemente tra 2200 e 3400 giri/min. Questo motore è stato montato su:
- Opel Ascona B 1.9 (1976-81);
- Opel Manta B 1.9 (1976-81);
- Opel Rekord D 1.9 (1976-77);
- Opel Rekord E 1.9 (1977-82).

#### A19N
L'unità A19N è in sostanza una sottovariante, pensata solo per alcuni mercati, del 19N. Il suo rapporto di compressione rimaneva di 7,9:1, come nel motore 19N, così come il carburatore, un Solex 35 PDSI. La potenza, però, era limitata a 69 CV a 4800 giri/min, mentre la coppia massima era di 130 N·m tra 2200 e 3000 giri/min. Questo motore ha trovato applicazione sulle Opel Rekord E 1.9 destinate ad alcuni mercati.

#### S19S
Anche questo motore, come il A19N, è poco diffuso e destinato solo ad alcuni mercati. Con un rapporto di compressione di 8,8:1 e l'utilizzo di un carburatore Zenith 35/40 INAT, la potenza raggiungeva un valore massimo di 88 CV a 4800 giri/min, con una coppia motrice di 145 N·m tra 2600 e 3800 giri/min.

Questo motore è stato montato su alcune versioni di Opel Ascona B e Manta B.

### Versione da 2 litri

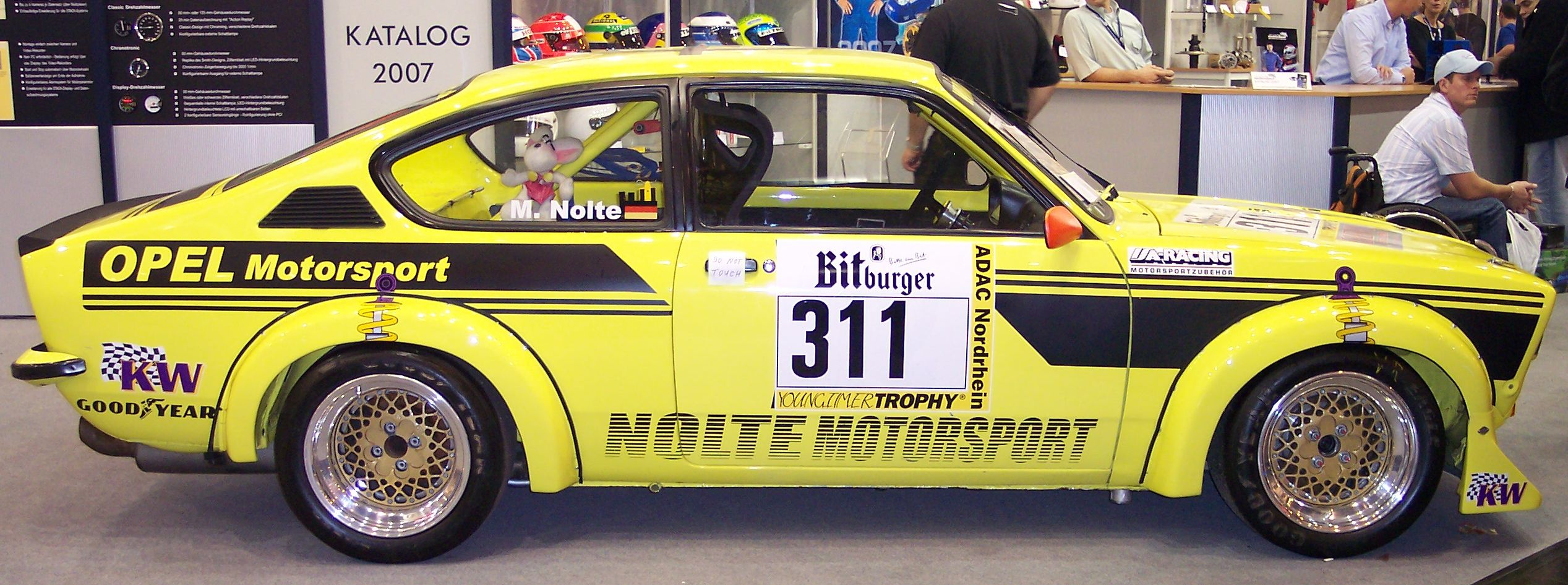
La Kadett C GT/E è uno dei più noti modelli Opel equipaggiati con il 2 litri CIH Four

Il motore CIH Four da 2 litri derivava direttamente dalla versione da 1,9 litri, rispetto alla quale era stato aumentato l'alesaggio, passato da 93 a 95 mm. Invariata la corsa, ferma a 69,8 mm. La cilindrata, in questo modo, crebbe da 1.897 a 1.979 cm³. Generalmente era alimentato a carburatore, ma il 2 litri CIH Four divenne famoso soprattutto per le prestazioni di cui erano capaci le versioni ad iniezione elettronica. Le varianti da 2 litri, sia a carburatore che ad iniezione, hanno equipaggiato prevalentemente modelli Opel di fascia alta o medio-alta, anche se divenne famosa pure la Kadett C 2.0 GT/E, versione di punta delle nota vettura di fascia medio-bassa. 

La versione da 2 litri è stata proposta in quattro varianti fondamentali, descritte di seguito.

#### 20S
Il primo 2 litri CIH Four a debuttare è stato il 20S, introdotto al posto dell'unità 19SH, che solo pochi mesi prima aveva subito un calo di prestazioni a causa delle imposizioni dettate dalla crisi petrolifera in corso. Nella seconda metà del 1975, infatti, il nuovo 2 litri entra ad equipaggiare alcuni modelli Opel. Esso era caratterizzato da un rapporto di compressione di 9:1. Inizialmente era dotato di un carburatore Zenith 35/40 INAT, ma in seguito si optò per un carburatore GMF Varajet II. In ogni caso, le prestazioni erano pressoché coincidenti. La potenza massima raggiunta da questa variante motoristica era di 100 CV a 5200 giri/min o a 5400 giri/min a seconda delle applicazioni. Pochissime differenze anche per la coppia motrice, il cui valore massimo raggiungeva 153 N·m a 3800 giri/min, 158 N·m fra 3400 e 3800 giri/min oppure 165 N·m a 3600 giri/min, a seconda del modello su cui il motore era montato.

Il motore 20S ha trovato applicazione su:
- Opel Rekord D 2.0 (1975-77);
- Opel Rekord E 2.0 S (1977-83);
- Opel Ascona B 2.0 (1977-81);
- Opel Manta B 2.0 (1977-83);
- Vauxhall Carlton Mk1 2.0 S (1978-83).

#### 20E
La sigla 20E cela la prima delle varianti ad iniezione del 2 litri CIH Four. La novità più significativa stava appunto nell'alimentazione ad iniezione, in questo caso affidata ad una centralina Bosch L-Jetronic (LE-Jetronic a partire dal 1982), mentre il rapporto di compressione in questo motore era di 9,4:1. La potenza massima raggiungeva così 110 CV a 5400 giri/min, con una coppia massima di 162 N·m a 3000 o 3400 giri/min.

Introdotto nel 1977, il motore 20E è stato montato su:
- Opel Kadett C Rallye (1978-79);
- Opel Rekord E 2.0 E (1977-83);
- Opel Ascona B 2.0 E (1980-81);
- Opel Manta B 2.0 GT/E (1977-88);
- Vauxhall Cavalier Mk1 2.0 E (1978-81).

#### 20EH
Il motore 20EH è una variante leggermente più sportiva del motore 20E. Il motore 20EH è stato montato unicamente sulle Opel Kadett 2.0 GT/E (1977-79) e sulle Opel Monza 2.0E prodotte fra il 1983 e il 1984. Il rapporto di compressione ed il sistema di alimentazione erano identici a quelli dell'unità 20E, ma la potenza è stata comunque portata a 115 CV di valore massimo ottenuti a 5600 giri/min, con un picco di coppia di 162 N·m a 3000 giri/min.

#### 20N
Questo motore è la variante meno potente delle quattro. Caratterizzato da un rapporto di compressione di 8:1 ed alimentato da un carburatore GMF Varajet II, sviluppava una potenza massima di 90 CV a 5200 giri/min, mentre la coppia massima era di 145 N·m fra 3000 e 3800 giri/min. Questo motore ha trovato applicazione su:
- Opel Ascona B 2.0 (1978-81);
- Opel Manta B 2.0 (1977-82);
- Opel Rekord E 2.0 (1977-83).

#### Altre varianti
Del 2 litri CIH sono esistite anche due varianti derivate dalle unità 20S e 20E, ma leggermente depotenziate (5 CV in meno per ognuna). Tali varianti, denominate rispettivamente S20S ed S20E,  sono state utilizzate solo per alcuni mercati e montate su alcuni modelli di Opel Ascona B, Manta B e Rekord E.

### Versione da 2,2 litri

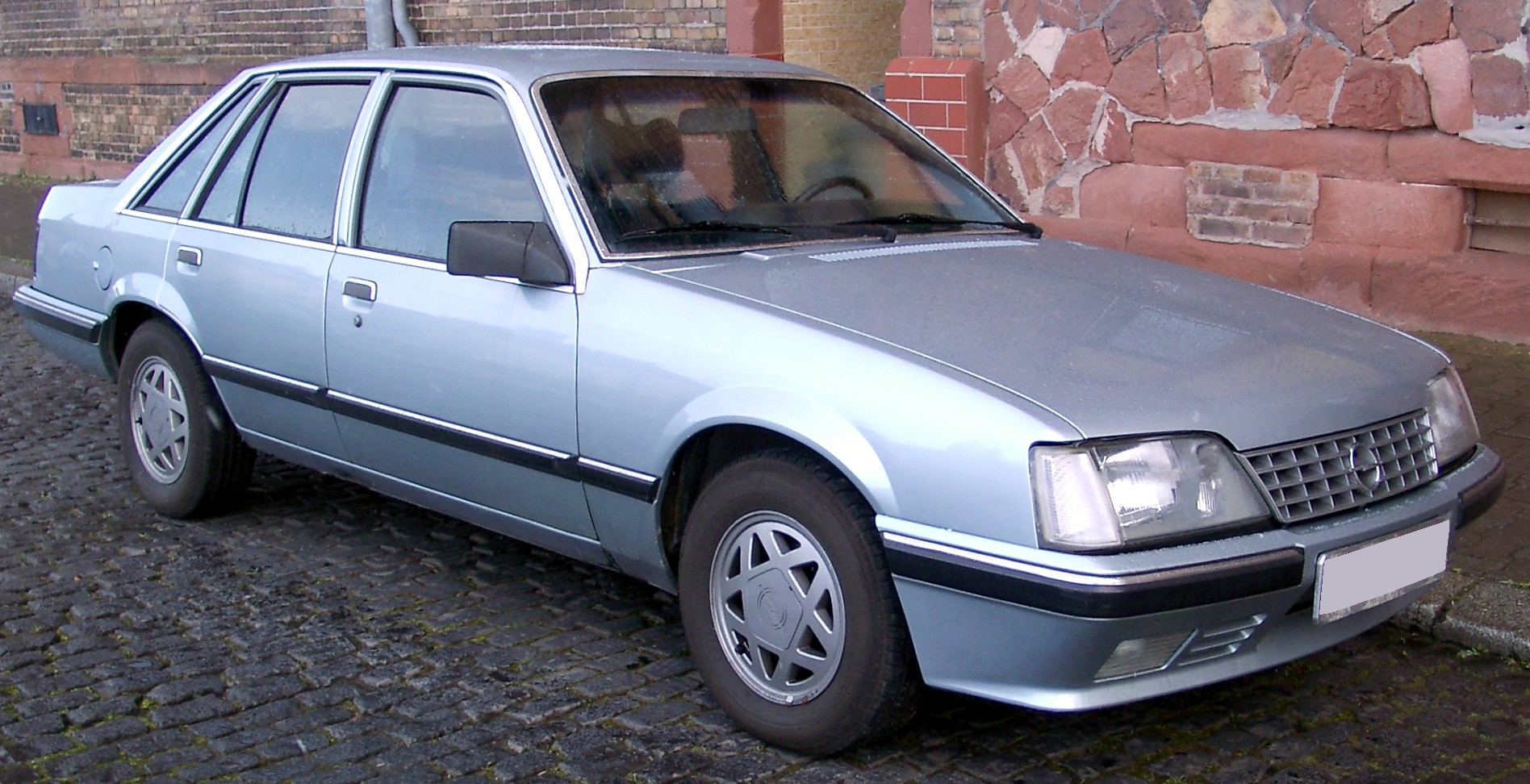
La Opel Senator A2 è un esempio di applicazione di un motore CIH Four da 2,2 litri

Il motore CIH Four da 2,2 litri ha debuttato nel 1984, a quasi vent'anni dall'introduzione del primo motore appartenente a tale famiglia. Esso non va assolutamente confuso con il 2,2 litri Opel introdotto nel 1965, poiché quest'ultimo aveva sei cilindri e apparteneva alla famiglia CIH Six. Il nuovo 2,2 litri, invece, nacque sulla base del 2 litri CIH Four illustrato poco sopra. A partire da tale motore, è stata allungata la corsa, che è passata da 69,8 a 77,5 mm, mentre invariato è rimasto l'alesaggio (95 mm). In questo modo la cilindrata totale ha raggiunto 2.197 cm³. Il motore CIH Four da 2,2 litri è stato proposto in due varianti, entrambe alimentate ad iniezione elettronica Bosch LE-Jetronic. Si tratta di un motore utilizzato unicamente sui modelli Opel di fascia alta.

Una delle due varianti, nota con la sigla S22E, è stata utilizzata solo in alcuni mercati e riveste scarsa importanza, mentre l'altra era decisamente più conosciuta e viene pertanto descritta di seguito.

#### 22E
Questa variante era caratterizzata da un rapporto di compressione di 9,4:1. La potenza massima raggiungeva 115 CV a 4800 giri/min, mentre la coppia massima raggiungeva 182 N·m a 2600 giri/min. Tale motore è stato montato su:
- Opel Senator A2 (1984-87);
- Opel Monza A2 2.2 (1984-87);
- Opel Rekord E2 2.2i (1984-86).

### Versione da 2,4 litri

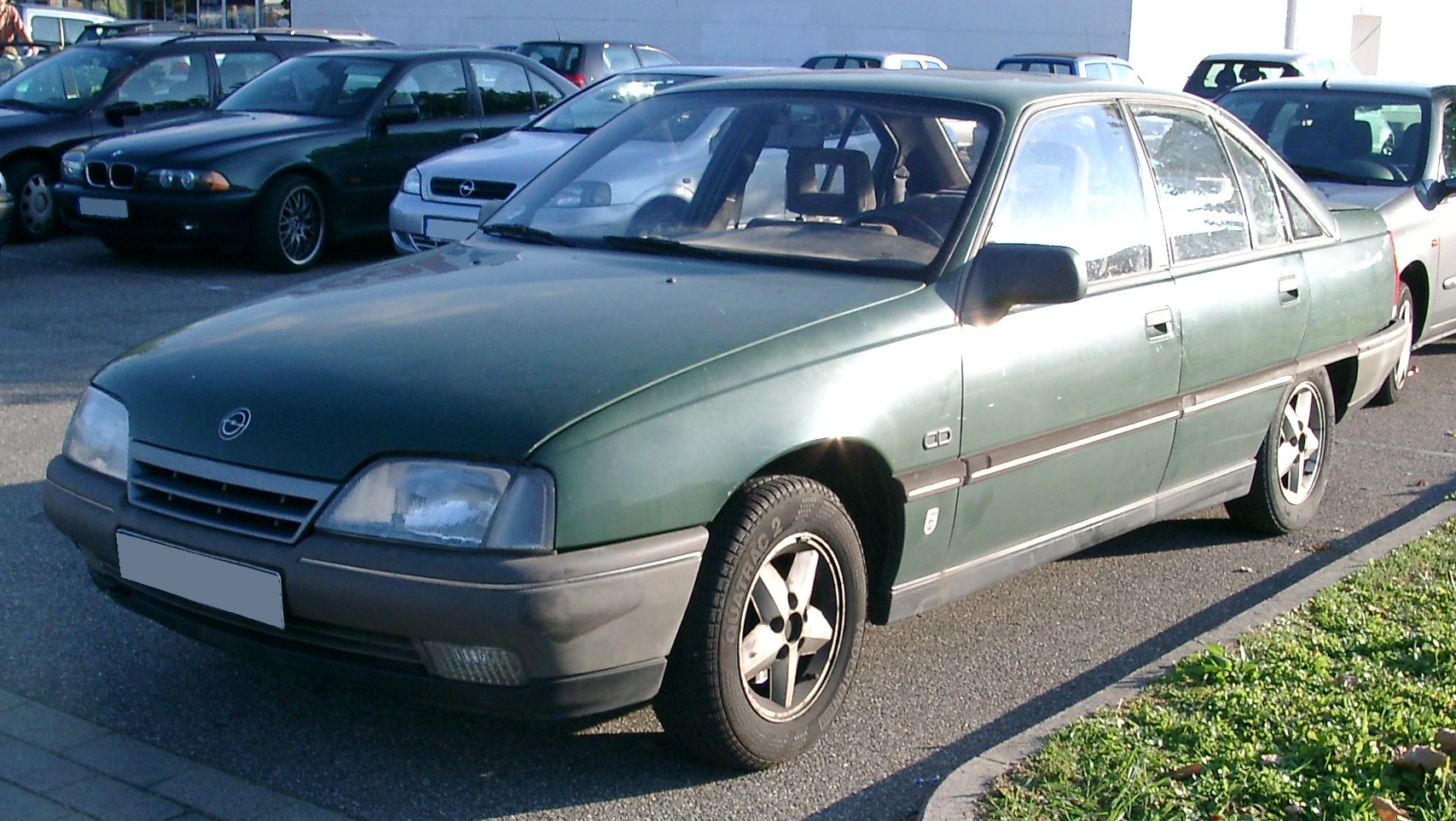
Le Opel Omega prima serie utilizzavano anche motori CIH da 2,4 litri

Il motore CIH da 2,4 litri è stato introdotto nel 1979, cinque anni prima del motore da 2,2 litri appena visto. Con quest'ultimo condivide la sua diretta discendenza dal 2 litri CIH, di cui entrambi mantenevano l'alesaggio di 95 mm. La differenza stava nella misura della corsa, sensibilmente maggiore e passata da 69,8 ad 85 mm. Come risultato la cilindrata passò a 2.410 cm³. Questa cilindrata è stata utilizzata nelle due varianti descritte di seguito, molto diverse tra loro per caratteristiche tecniche e destinazione d'uso, peraltro nate a quasi dieci anni l'una dall'altra.

#### 24E
Il motore Opel CIH 24E è noto agli appassionati sportivi per essere stato impiegato su due modelli significativi nella produzione automobilistica Opel a cavallo dei primi anni ottanta, vale a dire la Opel Ascona B 400 (1979-81) e la Opel Manta B 400 (1981-84), due modelli che, appositamente elaborati, furono impiegati nei rally con successo.

Questo motore era caratterizzato da un rapporto di compressione pari a 9,7:1 e l'alimentazione era ad iniezione elettronica; sulla Ascona 400 la centralina era una Bosch L-Jetronic, mentre sulla Manta 400 era una Bosch LE-Jetronic. Ma la caratteristica saliente di questo motore, che lo distingue da tutti gli altri della famiglia CIH Four, è la distribuzione bialbero a quattro valvole per cilindro mosse da bilancieri. La potenza massima nelle vetture omologate per uso stradale era di 144 CV a 5200 giri/min, con un picco di coppia pari a 210 N·m a 3800 giri/min.

#### C24NE
Nel 1988 viene offerto sull'Opel Omega questo nuovo motore, che pur avendo la medesima cilindrata (nonché alesaggio e corsa) dell'unità 24E, presentava caratteristiche assai diverse, non avendo alcuna finalità sportiva: cambiava infatti la testata, non più a quattro valvole per cilindro ma a due e con un solo asse a camme in testa con bilancieri anziché due. Diversi erano anche la centralina dell'impianto di iniezione elettronica, una Bosch Motronic M1.5, nonché il rapporto di compressione, sceso a 9,2:1. La potenza massima era di 125 CV a 4800 giri/min, mentre la coppia massima raggiungeva 194 N·m tra 2400 e 2600 giri/min.

Questo motore è stato l'ultimo della famiglia CIH Four a benzina ad uscire di produzione ed è stato montato su:
- Opel Omega A 2.4i (1988-93);
- Opel Frontera 2.4i (1991-95).

## Unità a gasolio
I motori CIH Four a gasolio sono comparsi negli anni settanta, diffondendosi ulteriormente nel decennio seguente. Sono stati tutti impiegati su vetture di fascia alta o medio-alta e, come era prassi in quel periodo, erano concepiti per garantire consumi ridotti e lunga durata, passando in secondo piano le prestazioni. I motori CIH Four a gasolio furono proposti in tre cilindrate, elencate di seguito.

### Versione da 2 litri

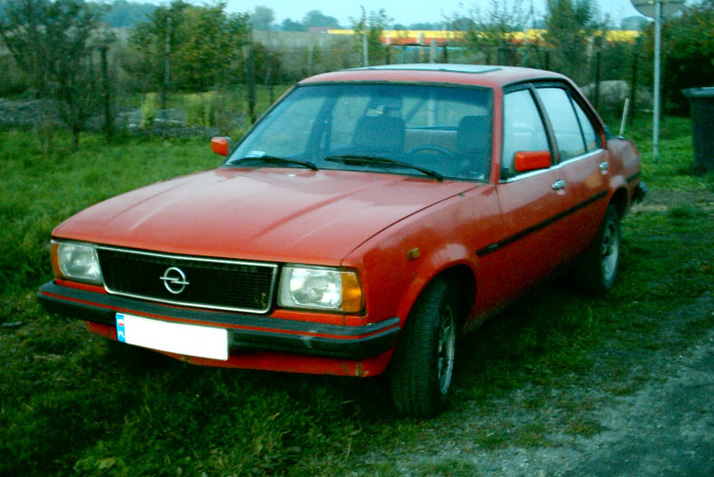
La Ascona B è stata proposta anche con motore diesel da 2 litri

Il 2 litri cominciò a diffondersi solo alla fine degli anni settanta, ma in alcuni mercati, tra cui quello italiano, era già presente fin dal 1974. È stato in quell'anno, infatti, che il 2 litri diesel CIH Four della Opel ha debuttato. Questo motore è nato riducendo l'alesaggio dell'unità a gasolio da 2,1 litri (descritta più avanti) da 88 ad 86,5 mm. Esso aveva quindi misure di alesaggio e corsa pari ad 86,5×85 mm, per una cilindrata totale di 1.998 cm³. È esistito solo in forma aspirata ed in una sola variante, siglata 20D, il cui rapporto di compressione era pari a 22:1. L'alimentazione era invece ad iniezione Bosch. La potenza massima erogata da questo propulsore era di 57 CV a 4400 giri/min, mentre la coppia massima era di 117 N·m fra 2000 e 2200 giri/min.

Questo motore è stato montato su:
- Opel Rekord D 2.0 D, per alcuni mercati tra cui l'Italia (1974-77);
- Opel Rekord E 2.0 D (1977-81);
- Opel Ascona B 2.0 D (1978-81).

### Versione da 2,1 litri

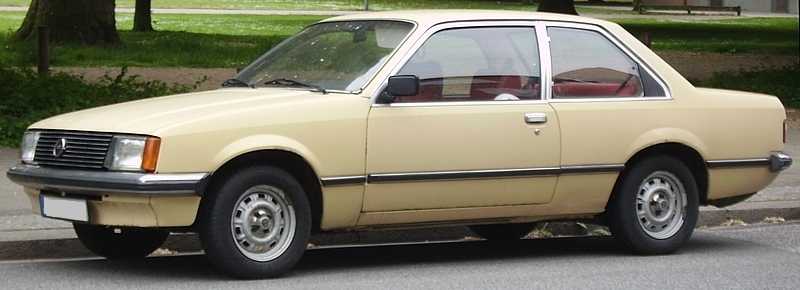
Una Opel Rekord E, esempio di applicazione di un motore diesel CIH Four

Il motore CIH Four diesel da 2,1 litri è stato proposto nel 1972 come motorizzazione a gasolio nella gamma della Opel Rekord D. Questo motore ha l'importanza storica di sancire il debutto della Casa di Rüsselsheim nella produzione dei motori diesel ed aveva dimensioni di alesaggio e corsa pari ad 88×85 mm (l'alesaggio era quindi lo stesso delle unità da 1,7 litri), per una cilindrata di 2.068 cm³. Esso è stato proposto solo in configurazione aspirata ed in una sola variante, siglata 21D. In tale motore il rapporto di compressione ed il sistema di alimentazione ad iniezione erano gli stessi che in seguito sarebbero stati trasferiti sull'unità 20D già descritta. Erano diverse, sebbene di poco, le prestazioni fondamentali: il motore 21D era in grado di erogare una potenza massima di 60 CV a 4400 giri/min, con una coppia massima di 120 N·m a 2500 giri/min. Esso è stato montato su:
- Opel Rekord D 2.1 D (1972-77);
- Opel Rekord E 2.1 D (1977-81).

### Versione da 2,3 litri

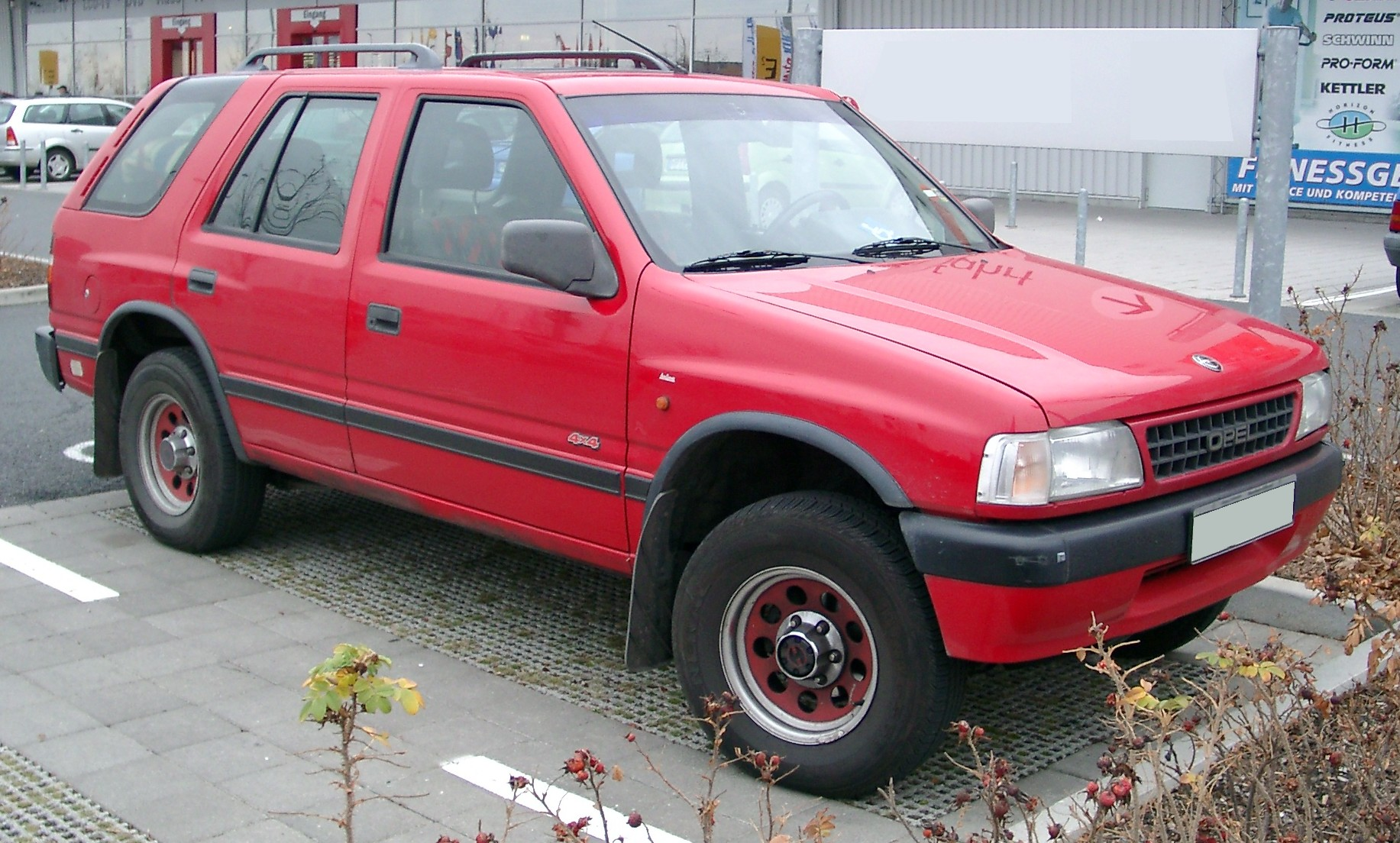
Il motore CIH Four diesel da 2,3 litri ha trovato applicazione anche sulla Opel Frontera, primo fuoristrada della Casa tedesca

Il motore da 2,3 litri CIH Four a gasolio è stato introdotto nel 1979 e negli anni ottanta finì per divenire un punto fermo della produzione automobilistica Opel per quanto riguarda i modelli a gasolio di fascia alta.

Questo motore è nato dalla rialesatura del motore diesel da 2,1 litri, che andava peraltro a sostituire. L'alesaggio fu portato infatti da 88 a 92 mm, mentre la corsa rimase invariata ad 85 mm. Come conseguenza di ciò la cilindrata salì a 2.260 cm³. A differenza delle altre due versioni CIH Four a gasolio, questa è stata proposta in più varianti, anche sovralimentate. Queste ultime, tra l'altro, furono proposte sia in versione turbocompressa che nella rarissima configurazione comprex.

Di seguito vengono illustrate le varianti della versione da 2,3 litri.

#### 23D
Con questa sigla viene indicata la variante di debutto del motore diesel da 2,3 litri. Si tratta di un motore aspirato con rapporto di compressione pari a 22:1 ed alimentazione ad iniezione Bosch. Vennero quindi riprese alcune soluzioni dal precedente aspirato da 2,1 litri. La potenza massima erogata da questo propulsore era di 65 CV a 4200 giri/min, con una coppia massima di 127 N·m a 2500 giri/min. Questo motore è stato montato sulle Opel Rekord E 2.3 D prodotte dal 1979 al 1986.

#### 23DK
Questa variante è stata proposta per un arco di tempo breve, dal 1984 al 1986. Si tratta di una variante sovralimentata non tramite il classico turbocompressore, bensì tramite un dispositivo denominato comprex, che ha trovato qualche sporadica applicazione proprio negli anni ottanta del secolo scorso. Il rapporto di compressione era di 23:1 e l'alimentazione era sempre ad iniezione Bosch.

La potenza massima raggiunta da questo motore era di 95 CV a 4200 giri/min, con un picco di coppia pari a 195 N·m a 2200 giri/min. Questo motore è stato montato unicamente sulle Opel Senator A 2.3 Comprex D prodotte appunto tra il 1984 ed il 1986.

#### 23DT
Anche questa variante è stata introdotta nel 1984 ed anche questa era sovralimentata, ma a differenza dell'unità 23DK, questa utilizzava il classico turbocompressore. A questo proposito va detto che il 23DT segna l'esordio della Opel nel campo dei motori turbodiesel. In questa variante il rapporto di compressione è di 23:1, come nel caso della variante comprex e identico è anche il sistema di iniezione. Il turbocompressore utilizzato era un KKK K24.

La potenza massima raggiungeva 85 CV a 4200 giri/min, mentre la coppia massima era di 192 N·m tra 2200 e 2400 giri/min. Questo motore ha trovato applicazione su:
- Opel Rekord E 2.3 TD (1984-86);
- Opel Senator A 2.3 TD (1984-86).

#### 23YD
Questa variante è una nuova configurazione aspirata introdotta nel settembre 1986, pochissimi mesi dopo il lancio della Opel Omega A, per la quale fu realizzato tale motore. Rispetto al precedente aspirato 23D è stato innalzato il rapporto di compressione, portato da 22 a 23:1, mentre è rimasto invariato il sistema di iniezione. La potenza massima erogata è salita così da 65 a 73 CV a 4400 giri/min, con una coppia massima di 138 N·m a 2400 giri/min. Dal 1989 il motore ha usufruito del dispositivo catalizzatore. 
 
Il motore 23D è stato montato sulla Opel Omega A 2.3 D (1986-93).

#### 23YDT
Dietro questa sigla si cela un nuovo 2,3 litri turbodiesel, frutto di un lieve aggiornamento del precedente 23DT. Rispetto a quest'ultimo, il nuovo motore non presentava grosse novità, ma erogava comunque alcuni CV in più, giungendo a 90 CV a 4200 giri/min e raggiungendo una coppia massima di 190 N·m a 2200 giri/min, appena inferiore a quella del motore 23DT.

Il motore 23YDT è stato montato sulle Opel Omega A 2.3 TD prodotte dal 1986 al 1988.

#### 23DTR
Questa è la sigla dell'ultimo motore CIH Four a gasolio prodotto dalla Opel. Esso consiste in un aggiornamento dell'unità 23YDT che andava a sostituire a partire dall'agosto del 1988. Rispetto alla precedente versione, cambiava il turbocompressore, sempre un KKK, ma di un altro modello, il K14 (al posto del K24). Questo motore erogava una potenza massima di 100 CV a 4200 giri/min ed è stato montato sui seguenti modelli:
- Opel Omega A 2.3 TD (1988-93);
- Opel Frontera A 2.3 TD (1991-95).

Mentre nel primo modello la coppia massima era di 218 N·m tra 2000 e 2200 giri/min, nel secondo era appena inferiore: 215 N·m a 2200 giri/min.